# Collbató
Collbató település Spanyolországban, Barcelona tartományban. Lakosainak száma 4849 fő (2024).

## Földrajza
Collbató Monistrol de Montserrat, Esparreguera, Els Hostalets de Pierola és El Bruc községekkel határos.

## Népesség
A település lakosságának változását az alábbi diagram mutatja:
| Lakosok száma | 97   | 781  | 493  | 376  | 713  | 3024 | 4040 | 4427 | 4466 | 4849 |
|               | 1717 | 1887 | 1936 | 1960 | 1986 | 2004 | 2009 | 2014 | 2019 | 2024 |